# Шаманов Володимир Анатолійович
Володимир Анатолійович Шаманов (рос. Владимир Анатольевич Шаманов, нар. 15 лютого 1957 року, Барнаул) — військовий злочинець, російський політик. Депутат Державної Думи РФ VII скликання з 5 жовтня 2016 року. Колишній командувач повітряно-десантних військ Росії (24 травня 2009 — 5 жовтня 2016).
Командував повітряно-десантними військами ЗС РФ під час участі їхніх підрозділів у збройній агресії Росії проти України.
З 12 травня 2014 року за дестабілізацію ситуації в Україні у списку санкцій Євросоюзу та України.

## Життєпис
Генерал Володимир Шаманов брав участь в першій і другій чеченських війнах, де здобув прізвисько «Чеченський різник» та порівняння з імперським генералом Єрмоловим; за заслуги в карально-бойових операціях (див. розділ «Інциденти») йому присвоєно звання «Героя Росії».
У грудні 2000 року обраний губернатором Ульяновської області. Губернаторство генерала відмітилось низкою звинувачень у некомпетентності та лобіюванні інтересів бізнес-структур Микити Михалкова, який підтримав Шаманова під час виборів.
У листопаді 2004 року генерал зняв свою кандидатуру з чергових губернаторських виборів і отримав пост помічника прем'єр-міністра Михайла Фрадкова з питань соціального захисту військовослужбовців і взаємодії з ветеранськими організаціями.
У березні 2006 року переведений на посаду радника міністра оборони.
З листопада 2007 року займав посаду начальника Головного управління бойової підготовки і служби військ збройних сил Російської Федерації. Після російсько-грузинської війни з серпня 2008 очолив російське угрупування військ в Абхазії.
25 травня 2009 року генерал-лейтенант Володимир Шаманов призначений на посаду командувача повітряно-десантними військами Росії. Директор міжнародної правозахисної організації «Г'юман Райтс Вотч» по Європі і Центральній Азії Холлі Картнер вважає, що генерала потрібно було не підвищувати по службі, а віддавати під слідство.
з 5 жовтня 2016 року — депутат Державної Думи РФ VII скликання.

### Російсько-українська війна

Країни, в яких Володимир Шаманов потрапив під санкції

12 травня 2014 року Володимир Шаманов був включений до санкційного списку ЄС.
22 серпня 2014 року генерал-полковник Шаманов, на той час командувач ПДВ РФ, назвав звинувачення української сторони щодо розбитого підрозділу псковських десантників під Луганськом провокацією, і зробив заяву: «В нашій десантно-штурмовій дивізії всі живі й здорові».
У вересні 2015 року Володимир Шаманов був включений до санкційного списку (номер 166 у списку) запровадженого Україною у відповідь на російську збройну агресію.

## Інциденти
У лютому 2005 року Європейський суд з прав людини визнав Шаманова відповідальним за операцію федеральних сил в селі Катир-Юрт в лютому 2000 року, яка характеризувалася «масованим застосуванням зброї невибіркового дії» і призвела до загибелі цивільних осіб і порушення права на життя. У ході цієї операції федеральні сили завдавали по селу масовані удари. Європейським судом було встановлено, що Шаманов не вжив необхідних заходів обережності при використанні важкого озброєння в населеному районі, який російське командування оголосило «зоною безпеки».[джерело?] Слідом за рішенням європейського суду російська влада провела розслідування операції в Катир-Юрті, але у 2007 році справу припинили «за відсутністю складу злочину» у діях військових.[джерело?]
В Алхан-Юрт і підлеглі Шаманова федеральні військовослужбовці в грудні 1999 року вбили не менше 14 жителів за обставин, які дозволяють кваліфікувати їх загибель як позасудову страту.[джерело?]
18 серпня 2009 року Шаманов, командувач Повітрянодесантних військ РФ, використав армійський загін спецпризначення для того, щоб перешкодити обшуку на заводі власного зятя. Слідчий Олег Целіпоткін мав здійснити обшук заводу «Спорттек» у рамках кримінальної справи, завод належав Олексію Храмушину, зятю Шаманова. 7 жовтня 2009 року Шаманов отримав догану із формулюванням про «неповну службову відповідність» та «спробу використання службового становища з особистою метою».

## Санкції
З 12 травня 2014 року у списку санкцій Євросоюзу — за розгортання російських повітряно-десантних сил у Криму.
З 2020 року — під санкціями Австралії.
24 лютого 2022 року, після вторгнення Росії в Україну, потрапив під санкції Канади, з березня під санкціями Швейцарії.
30 вересня 2022 року внесено до списку санкцій США. Також знаходиться у списку санкцій Великобританії, України та Нової Зеландії.